# ГАЕС Palmiet
ГАЕС Palmiet — гідроакумулююча станція у Південно-Африканській Республіці, котра, окрім покриття пікових навантажень, завдяки насосній функції своїх гідроагрегатів також забезпечує постачання води до району Кейптауна.

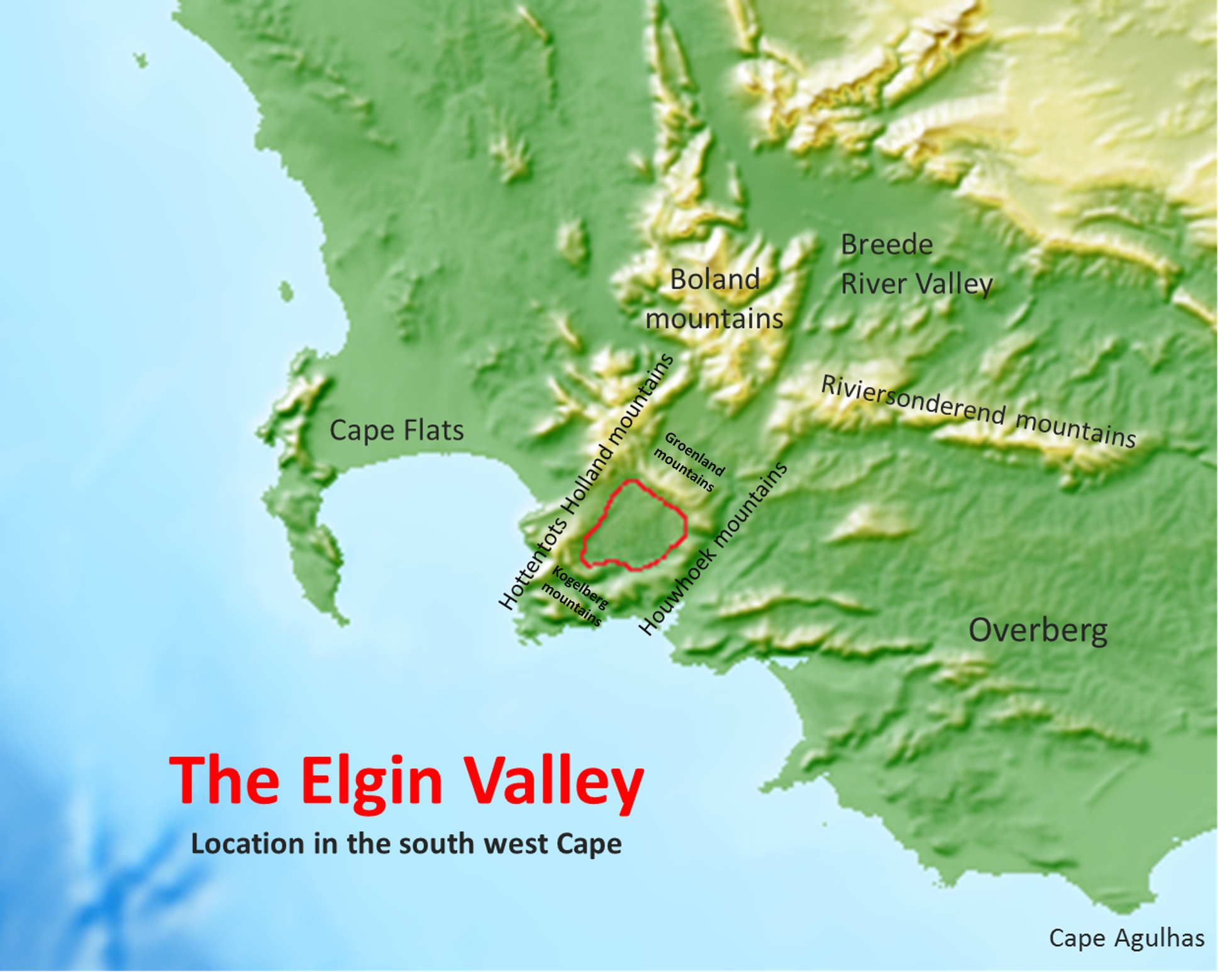
Червоним виділена розташована на схід від хребта Hottentots Holland долина Елгін, по західній стороні якої під хребтом протікає річка Palmiet

Для роботи станції на водорозділі між річками Palmiet (дренує східну сторону гірського хребта Hottentots Holland, котрий відділяє долину Елгін від розташованої західніше затоки False Bay) та Steenbras (невеликий водоток, що стікає з Hottentots Holland у False Bay) створили штучний верхній резервуар, який утримують дві дамби — основна кам'яно-накидна висотою 50 метрів та довжиною 1250 метрів, на яку пішло 3,1 млн м3 матеріалу та допоміжна земляна висотою 35 метрів та довжиною 700 метрів, котра потребувала 0,43 млн м3 ґрунту. Утворена ними водойма має площу поверхні до 0,73 км2, об'єм 20, млн м3 (корисний об'єм 17 млн м3) та коливання рівня між позначками 501 та 531 метр над рівнем моря.
Нижній резервуар спорудили південніше від верхнього на згаданій вище Palmiet за допомогою греблі Kogelberg. Це бетонна гравітаційно-аркова споруда висотою 57 метрів та довжиною 186 метрів, на спорядження якої пішло 70 тис. м3 матеріалу. Крім того, існує допоміжна земляна дамба висотою 19 метрів та довжиною 850 метрів, що потребувала 220 тис. м3 ґрунту. Разом вони утримують водойму з площею поверхні 1,55 км2, об'ємом 19,3 млн м3 (корисний об'єм 15 млн м3) та коливанням рівня в процесі операційної діяльності ГАЕС між позначками 230 та 246 метр НРМ (мінімальний рівень та гребінь греблі мають відповідно висоту 228 та 252 метри НРМ).
Від верхнього резервуару починається підвідний тунель довжиною 0,74 км та діаметром 6,2 метра, котрий після балансувальної камери баштового типу (бетонна споруда висотою 61 метр та діаметром 21 метр) переходить у напірну шахту довжиною 122 метри, за якою слідує горизонтальна ділянка довжиною 0,5 км (діаметр цих двох ланок такий же, як і у підвідного тунелю — 6,2 метра). Останньою ділянкою цієї системи перед машинним залом є прокладений у траншеї водовід (довжина 0,56 км, діаметр 5,4 метра) котрий розгалужується на два довжиною по 0,15 км зі спадаючим діаметром від 3,9 до 2,6 метра.
Машинний зал станції обладнаний двома оборотними турбінами типу Френсіс потужністю по 203,5 МВт. Вони працюють в генераторному режимі з напором від 245,5 до 285,6 метра, а у насосному забезпечують підйом в діапазоні від 264,7 до 306,2 метра. Гідроагрегати розташовані на глибині 60 метрів у шахтах діаметром 23 метри, між якими знаходиться шахта глибиною 80 метрів та діаметром 5 метрів для допоміжного обладнання, що відкачує воду.
Відпрацьована вода через відвідні тунелі діаметром по 5 метрів та довжиною менше сотні метрів кожен потрапляє до нижнього резервуару, при цьому для зворотнього заповнення верхнього резервуару витрачається 33 години. Закачування 15 млн м3 води складає еквівалент 10 млн кВт-год електроенергії, а ефективність гідроакумулюючого циклу станції становить 77,9 %. Середньорічна виробітка станції становить біля 640 млн кВт-год.
Видача продукції відбувається по ЛЕП, що працює під напругою 400 кВ.
Вода для потреб Кейптауну подається із верхнього резервуару на північ до водосховища Steenbras (в свою чергу є верхнім резервуаром ГАЕС Steenbras) по каналу довжиною 1,8 км, який переходить у водовід довжиною 2 км. Пропускна здатність цієї системи 4,72 м3/сек, а всього за рік таким чином перекидається біля 25 млн м3.